# Chrys Millien
Chrys Millien est un dessinateur, coloriste et scénariste de bandes dessinées français, né le 21 avril 1975 à Vitry-le-François.

## Biographie
Né à Vitry-le-François, le 21 avril 1975, Chrys Millien passe son enfance dans la Marne. Très jeune, il se lance dans la réalisation de quelques pages de bande dessinée. La vie l'emmène à Grenoble, où, après quelques années d'études, il décide de se consacrer à la bande dessinée. Autodidacte, il participe, en 1996, au fanzine Fun en bulles qui le conduit aux quatre coins de la France.
La bande dessinée est, pour lui, une véritable vocation. Sa première planche a été réalisée dès l’âge de six ans, c’était une reproduction d’une histoire du journal de Mickey. Depuis, il n’a cessé de dessiner, travaillant et personnalisant son coup de crayon. Il vit au sein du Pays des Couleurs depuis une dizaine d’années après avoir vécu en région grenobloise. Il est père de 3 enfants.
En 2001, il commence sa carrière au côté d'Erik Arnoux, pour lequel il dessine et met en couleurs les trois premiers tomes de la série Witness 4 (Soleil), une série futuriste.
En 2007, il signe seul une adaptation du roman Le Tour du monde en 80 jours (Adonis). En 2009, il met en images Dumarest, l'aventurier des étoiles (Soleil), une histoire écrite par Richard D. Nolane.
En 2012, il retrouve Erik Arnoux avec lequel il codessine et met en couleurs les tomes 1 et 2 de Poker Face, un thriller scénarisé par Jean-Louis Fonteneau. En 2013, les trois auteurs signent Les Génies de l'Arc de triomphe (Glénat).
En 2016, toujours avec Erik Arnoux et sur un scénario de Jean-Charles Kraehn, sort un spin-off de Tramp: L'Aviateur, (Dargaud, 3 tomes) une série de one-shots sur un personnage phare de la série, Tanguy-la-vie-dure.
En 2018, il reprend le dessin de Gil Saint-André à partir du tome 12.
Depuis 2021 et le tome 40 (L’œil du Minotaure), il a repris le flambeau du dessin de la série Alix.

## One-shots
- Le Tour du monde en quatre-vingts jours, Adonis, France, 2 septembre 2007
Scénario, dessin et couleurs : Chrys Millien - (ISBN 978-9-9534-9304-6)

- Dumarest, l'Aventurier des étoiles, Soleil Productions, France, 27 septembre 2009
Scénario : Richard D. Nolane - Dessin et couleurs : Chrys Millien - (ISBN 978-2-3020-0619-5)

- Les génies de l'Arc de Triomphe, Glénat, France, 4 septembre 2013
Scénario : Jean-Louis Fonteneau - Dessin : Erik Arnoux, Chrys Millien - Couleurs : Chrys Millien - (ISBN 978-2-7234-9471-7)

## Séries

### Witness 4
- 1. A cœur perdu..., Soleil Productions, France, 2 novembre 2001
Scénario : Erik Arnoux - Dessin et couleurs : Chrys Millien - (ISBN 2845651694)
- 2.  L'icône sans mémoire !, Soleil Productions, France, 2 août 2003
Scénario : Erik Arnoux - Dessin et couleurs : Chrys Millien - (ISBN 2845654707)
- 3. En vert et contre tous, Soleil Productions, France, 2 novembre 2005
Scénario : Erik Arnoux - Dessin et couleurs : Chrys Millien - (ISBN 2845659830)

### Poker Face
- 1. Bad beat, Jungle Thriller, France, 10 juin 2011
Scénario : Jean-Louis Fonteneau - Dessin : Erik Arnoux, Chrys Millien - Couleurs : Chrys Millien - (ISBN 978-2-8744-2767-1)
- 2. La main du mort, Jungle Thriller, France, 25 janvier 2012
Scénario : Jean-Louis Fonteneau - Dessin : Erik Arnoux - Couleurs : Chrys Millien - (ISBN 978-2-8744-2967-5)

### L'Aviateur
- 1. L'envol, Dargaud, France, 20 mai 2016
Scénario : Jean-Charles Kraehn - Dessin : Erik Arnoux, Chrys Millien - Couleurs : Patricia Jambers - (ISBN 978-2-2050-7380-5)
- 2. L'apprentissage, Dargaud, France, 10 février 2017
Scénario : Jean-Charles Kraehn - Dessin : Chrys Millien - Couleurs : Patricia Jambers - (ISBN 978-2-2050-7635-6)
- 3. Les courriers du désert, Dargaud, France, 12 octobre 2018
Scénario : Jean-Charles Kraehn - Dessin : Chrys Millien - Couleurs : Patricia Jambers - (ISBN 978-2-2050-7814-5)

### Gil Saint-André
- 12. Un passé encombrant, Glénat, France, 3 janvier 2018
Scénario : Jean-Charles Kraehn - Dessin : Chrys Millien - Couleurs : Patricia Jambers - (ISBN 978-2-3440-2281-8)
- 13. Vert l'enfer, Glénat, France, 3 janvier 2020
Scénario : Jean-Charles Kraehn - Dessin et couleurs : Chrys Millien - (ISBN 978-2-3440-3546-7)
- 14. Une sale affaire, Glénat, France, 3 janvier 2021
Scénario : Jean-Charles Kraehn - Dessin et couleurs : Chrys Millien - (ISBN 978-2-3440-4082-9)
- 15. L'assassin innocent, Glénat, France, 3 janvier 2023
Scénario : Jean-Charles Kraehn - Dessin et couleurs : Chrys Millien - (ISBN 978-2-3440-5429-1)

### Alix
- 40. L'Œil du Minotaure, Casterman, France, 17 novembre 2021
Scénario : Valérie Mangin - Dessin et couleurs : Chrys Millien - (ISBN 978-2-2032-2176-5)
- 41. La reine des Amazones, Casterman, France, 8 février 2023
Scénario : Valérie Mangin - Dessin : Chrys Millien - Couleurs : Jean-Jacques Chagnaud - (ISBN 978-2-2032-4454-2)
- 43. Le gardien du Nil, Casterman, France, 13 novembre 2024
Scénario : Valérie Mangin - Dessin : Chrys Millien - Couleurs : Florence Fantini - (ISBN 978-2-2032-5705-4)